# Natalia Kurnikowska
Natalia Kurnikowska, coniugata Mędrzyk (Lębork, 13 gennaio 1992), è una pallavolista polacca, schiacciatrice del ŁKS.

## Biografia
In seguito al matrimonio, dal 2016 è nota con il cognome da sposata Mędrzyk.

## Carriera

### Club
Natalia inizia a giocare nel 2005 con l'UKS Jedynka Lębork, squadra della sua città natale. L'anno seguente si trasferisce alle giovanili del Gedania rimanendovi per quattro stagioni. Nelle tre annate successive comincia a giocare a livello senior cambiando per tre volte squadra, militando rispettivamente nell'MKS, nel Pszczyna, fino ad approdare alla Liga Siatkówki Kobiet 2012-13 (la massima divisione polacca) con l'AZS Białystok.
Dopo la retrocessione in seconda divisione dell'AZS Bialystok, nella stagione 2013-14 continua a giocare nella massima serie trasferendosi al Muszyna.
Per la stagione 2016-17 cambia squadra unendosi all'Impel, e l'annata seguente firma un nuovo contratto con Chemik Police dove rimane un quadriennio vincendo tre campionati, tre Coppe di Polonia, venendo premiata nell'edizione 2020-21 come MVP, e la Supercoppa polacca 2019. Al termine dell'annata 2020-21 comunica l'intenzione di interrompere temporaneamente la carriera agonistica. All'inizio del campionato 2022-23 rientra al Chemik Police, con cui in due stagioni vince ancora un campionato, una coppa nazionale ed una Supercoppa polacca.
Per l'annata 2024-25 cambia casacca trasferendosi al ŁKS.

### Nazionale
In occasione dell'European League 2014 viene convocata nella nazionale polacca collezionando le sue prime presenze con Polonia, con cui poi vince la medaglia d'argento ai I Giochi europei svolti a Baku nel 2015. Nel 2024 si aggiudica il bronzo alla Volleyball Nations League.

## Palmarès

### Club
- Campionato polacco: 4

2017-18, 2019-20, 2020-21, 2023-24
- Coppa di Polonia: 4

2018-19, 2019-20, 2020-21, 2022-23
- Supercoppa polacca: 2

2019, 2023

### Nazionale (competizioni minori)
- Giochi europei 2015
- Montreux Volley Masters 2019

### Premi individuali
- 2021 - Coppa di Polonia: MVP